# Dušan Cvetković
Dušan Cvetković (en serbe : Душан Цветковић), né en 1924 est un footballeur yougoslave. Il évoluait au poste de gardien de but.

## Biographie
Il évolue sous les couleurs de l'OFK Belgrade de 1945 à 1977,.
Il remporte la Coupe yougoslave à deux reprises avec son club en 1953 et en 1955. Il est également vice-champion de Yougoslavie en 1955.
Il fait partie de l'équipe yougoslave médaillée d'argent aux Jeux olympiques de 1952, mais ne dispute aucun match durant le tournoi.

## Palmarès
| OFK Belgrade - Coupe de Yougoslavie (2) : - Vainqueur : 1952-53 et 1954-55. |  | Yougoslavie - Jeux olympiques : - Argent : 1952. |